# دهستان سردصحرا
دهستان سردصحرا یکی از دهستان‌های استان آذربایجان شرقی است که در بخش مرکزی شهرستان تبریز واقع شده‌است. آب و هوای این منطقه سرد و خشک است.